# Hugo Dausmann
Hugo Dausmann (Münchweiler an der Rodalb, 12 settembre 1942) è un ex calciatore tedesco, di ruolo attaccante.

## Palmarès

### Club

#### Competizioni nazionali
- Fußball-Regionalliga: 1

RW Oberhausen: 1968-1969